# Charles Allen (lekkoatleta)
Charles Tyrone Allen (ur. 29 marca 1977 w Georgetown) – kanadyjski płotkarz gujańskiego pochodzenia, uczestnik Letnich Igrzysk Olimpijskich w 2000 i 2004 roku. Specjalizuje się w biegu na 110 metrów przez płotki.   
Na Mistrzostwach Świata w Lekkoatletyce w 2003 roku dotarł do półfinału, w następnym roku był szósty na Igrzyskach Olimpijskich w Atenach. 
Na Igrzyskach Wspólnoty Narodów w Melbourne w 2006 roku zajął czwarte miejsce i zdobył z drużyną kanadyjską brązowy medal w sztafecie 4 x 100 metrów. 
Łącznie pięć razy był mistrzem Kanady (2002-2004, 2006, 2007). 
Charles Allen ma 1,75 m wzrostu i waży 76 kg. Swoją profesjonalną karierę sportową rozpoczął w Mississauga Track Club.

## Osobiste osiągnięcia
- 50 metrów przez płotki (hala): 5,81 s. 9 lutego 2003 r., Saskatoon
- 60 metrów przez płotki (hala): 6,73 s. 24 stycznia 2003 r., Chapel Hill
- 100 metrów : 10,26 s. 24 sierpnia 2002 r., Fryburg
- 110 metrów przez płotki: 13,23 s. 26 sierpnia 2004 r., Ateny